# John Henry (politico 1800)
John Henry (Stanford, 1º novembre 1800 – Saint Louis, 28 aprile 1882) è stato un politico statunitense.

## Biografia
Dopo aver preso parte alla guerra di Falco Nero come volontario, fu eletto nel 1832 alla Camera dei rappresentanti dell'Illinois e, nel 1840, al Senato dell'Illinois.
Nel 1847, fu chiamato a occupare brevemente un seggio per il partito Whig alla Camera dei rappresentanti degli Stati Uniti, in seguito alle dimissioni di Edward Dickinson Baker. Non si candidò alle elezioni successive, ma mantenne legami con il partito Whig e, durante la guerra di secessione, lavorò per l'amministrazione unionista. Morì nel 1882 a Saint Louis, dove fu sepolto.